# Seeschlacht von Mylae (260 v. Chr.)
Agrigent – Mylae – Liparische Inseln – Sulci – Tyndaris – Kap Ecnomus – Aspis – Adys – Tunes – Kap Bon – Panormus – Drepana I – Drepana II – Ägatische Inseln
Als Seeschlacht von Mylae wird das erste Flottengefecht zwischen Karthago und der Römischen Republik im Ersten Punischen Krieg 260 v. Chr. vor der Stadt Mylae (griechisch: Mylai, heute Milazzo) an der Nordküste Siziliens bezeichnet, in dem Rom einen entscheidenden Sieg errang.

## Vorgeschichte
Nach der Schlacht von Agrigent im Jahr 261 v. Chr. hatte die Römische Republik genügend Selbstvertrauen, den Krieg mit Karthago auch auf See zu suchen. Mit diesem Ziel baute Rom nach dem Vorbild eines gestrandeten karthagischen Kriegsschiffs eine Flotte von etwa 150 Schiffen, Quinqueremen und Triremen, in der Rekordzeit von zwei Monaten. Der Patrizier Gnaeus Cornelius Scipio, der Seniorkonsul des Jahres, übernahm das Kommando der ersten 17 fertiggestellten Schiffe, die in Messana gebaut und zu Wasser gelassen worden waren, um die Landung der Flotte in Sizilien vorzubereiten. Er geriet jedoch in einen Hinterhalt (Schlacht bei den Liparischen Inseln) und verlor seine gesamte Flotte kampflos.
Kurze Zeit nach diesem Zwischenfall suchte der Juniorkonsul Gaius Duilius mit dem Rest der Flotte das Zusammentreffen mit den Karthagern. Als langjährige Seemacht hatte Karthago die Erfahrung und das Wissen, die Römer hingegen den neu erfundenen corvus am Bug ihrer Schiffe, eine Enterbrücke, die den Vorteil der Karthager aufwiegen sollte.

## Die Schlacht
Die Flotten trafen vor der Küste bei Mylae aufeinander. Hannibal unterschätzte die römische Flotte und bildete deshalb keine Formation, sondern fuhr regellos langsam heran. Diese Herangehensweise verschaffte den Römern die Möglichkeit, ihre neuen Enterbrücken optimal einzusetzen. Die Römer segelten in zwei Linien, wobei die hintere Linie dazu bestimmt war, diejenigen karthagischen Schiffe abzufangen, die den Raben (Enterbrücken) der vorderen Linie entgangen waren.
Bereits zu Beginn der Schlacht wurden 30 punische Schiffe, das Flaggschiff eingeschlossen, mit Hilfe der corvi durch römische Soldaten erobert. Hannibal Gisko, der punische Admiral, war zur Flucht in extremis (dt. etwa: im Angesicht des Todes) in ein kleines Boot gezwungen, um auf ein anderes seiner Schiffe zu gelangen. Er versuchte, die Römer auszumanövrieren, sie vom Heck her anzugreifen und damit sicher vor den corvi zu sein, wurde aber verheerend geschlagen.

## Folgen
Nach der Schlacht, dem ersten großen Seesieg der Römer, wurde Gaius Duilius als Held gefeiert. Der Konsul feierte einen Triumphzug, bei dem er die Rammsporne (rostra) der karthagischen Schiffe mit sich führte, die hinterher dazu dienten, die ihm errichtete Ehrensäule (Columna rostrata) auf dem Forum Romanum zu schmücken. Duilius war später nicht mehr militärisch tätig, Hannibal Gisko wurde später mit der Verteidigung Sardiniens beauftragt und dort 258 v. Chr. nach seiner Niederlage gegen den Konsul Gaius Sulpicius Paterculus in der Schlacht bei Sulci von unzufriedenen Untergebenen gekreuzigt.